# زومباثلي
زومباثلي (بالبلغارية: Сомбатхей)‏ هي مدينة من مدن المجر وتعتبر عاشر أكبر مدينة فيها. تقع في مقاطعة فاس. يبلغ عدد سكانها 79590 نسمة وذلك حسب إحصائيات سنة 2011. يبلغ ارتفاع المدينة عن سطح البحر قرابة 209 متر. تبلغ مساحتها 97.52 كم².

## توأمة
لزومباثلي اتفاقيات توأمة مع كل من:
- أوجهورود
- هونيدوارا
- يوشكار-أولا
- فرارة
- كاوفبويرن (1992 - )
- رمات غان
- تور
- ليكو
- لابينرنتا
- سيساك
- كولدنغ (1991 - )
- كوتايسي
- Oberwart [الإنجليزية]‏
- ماريبور
- ترنافا
- Kolding Municipality [الإنجليزية]‏ منذ (1991 - )

## أعلام
- زولتان هورفاث
- ايمري زابو
- مارتين التوروزي
- ميكلوس تاكاس

## وصلات خارجية
- الموقع الرسمي